# Hawkei
Der Hawkei ist ein gepanzertes Mehrzweckfahrzeug für zwei bis sechs Personen. Produziert wird es vom französischen Rüstungshersteller Thales Group, der es seit Mitte der 2010er-Jahre eigenständig für die Bedürfnisse der Australian Army entwickelte. Der amphibische Hawkei ist für militärische Patrouillen- und Kampfeinsätze entwickelt worden.
Benannt wurde das Fahrzeug nach der australischen Todesotterart Acanthophis hawkei, welche als eine der giftigsten Schlangenarten der Welt gilt.

## Entwicklungsgeschichte
Im Rahmen des Programms LAND 121 Phase 4 des australischen Verteidigungsministeriums aus dem Jahr 2010 erhielt der Hawkei von Thales Australia im Jahr 2015 den Zuschlag. Weitere beteiligte Unternehmen sind Boeing Australia, Plasan (Israel) und die PAC Group.
Im Oktober 2015 wurde bekannt gegeben, dass insgesamt 1.100 Fahrzeuge mit zugehörigen Anhängern an die australische Armee ausgeliefert werden sollen. Die Fahrzeuge sollen die alten Land Rover Perentie ersetzen. Der Produktionsbeginn durch Thales Australia erfolgte im Jahr 2017 und sollte insgesamt 3,5 Jahre andauern. Das Volumen des Auftrages betrug rund 1,3 Milliarden AUD.
Ebenfalls 2015 wurde veröffentlicht, dass sich Thales Polska mit dem Hawkei beim Pegaz-Beschaffungsprogramm des polnischen Verteidigungsministeriums zusammen mit den Mitbewerbern General Dynamics Eagle V, KMW/Rheinmetall AMPV und Kerametal Aligator beteilige.

## Technik und Bewaffnung
Der Hawkei besteht aus drei Segmenten: der Schutzzelle für die Besatzung mit V-förmigen Profil, das sich zwischen den beiden Antriebseinheiten mit den 365/88-R20-Reifen von Michelin befindet. Es gibt eine zwei- und eine viertürige Variante. Die klimatisierte Schutzzelle für die Besatzung bietet Platz für bis zu 6 Personen in der viertürigen oder bis zu drei Personen in der zweitürigen Variante.
Die Bewaffnung umfasst eine fernbedienbare Waffenstation, die mit einem 12,7-mm-Maschinengewehr oder einem 40-mm-Maschinengranatwerfer und einem Starter für Javelin-Panzerabwehrraketen ausgestattet sein soll. Alternativ können manuell zu bedienende Maschinengewehre verschiedener Kaliber verbaut werden.

## Motor
Der Hawkei ist mit einem Reihensechszylinder mit 3,2 Litern Hubraum ausgestattet, der vom österreichischen Motorenhersteller Steyr Motors zugekauft wird. Der Motor des Typs M16 (M160065) erbringt bei 4000 min−1 eine Leistung von 200 kW (268 PS). Der M16 ist mit dem Sechsgang-Automatikgetriebe 6HP280 von ZF verbunden. Der Hersteller gibt eine Maximalgeschwindigkeit von 130 km/h an.

## Nutzer
- Australien – 1.100